# Grevindens døtre
Grevindens døtre er en dansk dokumentarfilm fra 2001, der er skrevet og instrueret af Mette Knudsen.

## Handling
En mørk novembernat i 1979 besatte omkring 300 kvinder den gamle Grevinde Danner Stiftelse i Nansensgade i København for at hindre nedrivning. Filmen følger kapløbet med tiden, da kvinderne skaffede penge til at købe huset og senere indrettede det til landets første krisecenter for voldsramte kvinder og børn.